# Ellen et William Craft
Ellen Craft (1826-1891) et William Craft (25 septembre 1824 - 29 janvier 1900) sont un couple d'esclaves américains qui sont parvenus à fuir leur condition et par la suite, ont participé à la cause abolitionniste. Ils s'échappent en décembre 1848 et se dirigent vers le nord, voyageant en train et en bateau à vapeur, et arrivent à Philadelphie le jour de Noël. Ellen se déguise en riche gentleman blanc  tandis que William se fait passer pour son serviteur personnel. Leur évasion audacieuse est largement médiatisée et les fait figurer parmi  les plus célèbres fugitifs de l'esclavage.
En raison de leur notoriété, les Craft risquent d'être capturés par les chasseurs d'esclaves à Boston après l'adoption du Fugitive Slave Act de 1850, et émigrent en Angleterre. Ils y vivent pendant près de vingt ans et ont cinq enfants. Les Craft racontent leur évasion dans le cadre de conférences sur l'esclavage et dénoncent la Confédération pendant la guerre de Sécession. En 1860, ils publient un compte-rendu écrit, Running a Thousand Miles for Freedom ; Or, The Escape of William and Ellen Craft from Slavery . Acclamé comme l'un des plus fascinants  récits d'esclaves publiés avant la guerre de Sécession, leur livre atteint un large public au Royaume-Uni et aux États-Unis. Après leur retour aux États-Unis en 1868, les Crafts fondent une école d'agriculture en Géorgie pour les enfants d'esclaves affranchis. Ils y travaillent jusqu'en 1890. Leur récit est réimprimé aux États-Unis en 1999, avec Ellen et William tous deux crédités comme auteurs; il est disponible en ligne sur Project Gutenberg et l'Université de Virginie.

## Jeunesse
Ellen Craft est née en 1826 à Clinton , en Géorgie. Sa mère, Maria, est une esclave métisse, tandis que son père, le major James Smith, est un riche esclavagiste blanc. D'ascendance au moins aux trois quarts européenne, Ellen a la peau très claire et ressemble à ses demi-frères et sœurs blancs, les enfants légitimes de James Smith. La femme de Smith offre Ellen, alors âgée de 11 ans, à sa fille Eliza Smith en cadeau de mariage pour l'éloigner du foyer et ainsi faire disparaitre la preuve de l'infidélité de son mari.
Après son mariage, Eliza Smith emmène Ellen avec elle vivre dans la ville de Macon. Ellen travaille en tant que domestique chez Eliza et son époux.
William est né esclave à Macon. Il rencontre Ellen à l'âge de 16 ans quand son propriétaire le vend pour régler des dettes de jeu. Son nouveau maître le place en apprentissage comme menuisier et lui permet de travailler contre rémunération, tout en prenant la plupart de ses revenus.

## Mariage et famille
À l'âge de 20 ans, Ellen épouse William Craft, qui a réussi à économiser de l'argent grâce à son travail de menuisier. Ne voulant pas fonder une famille dans l'esclavage, le couple prépare une évasion durant l'hiver 1848.
Ils ont cinq enfants au total, qui naissent et grandissent en Angleterre. Les Crafts s'y rendent après l'adoption du Fugitive Slave Act de 1850, car ils risquent d'être capturés à Boston par des chasseurs de primes. Leurs enfants se nomment Charles Estlin Phillips (1852-1938), William Ivens (1855-1926), Brougham H. (1857-1920), Ellen A. Craft (1863-1917) et Alfred G. (1871-1939). Lorsque les Craft reviennent aux États-Unis après la guerre de Sécession, trois de leurs enfants les accompagnent.

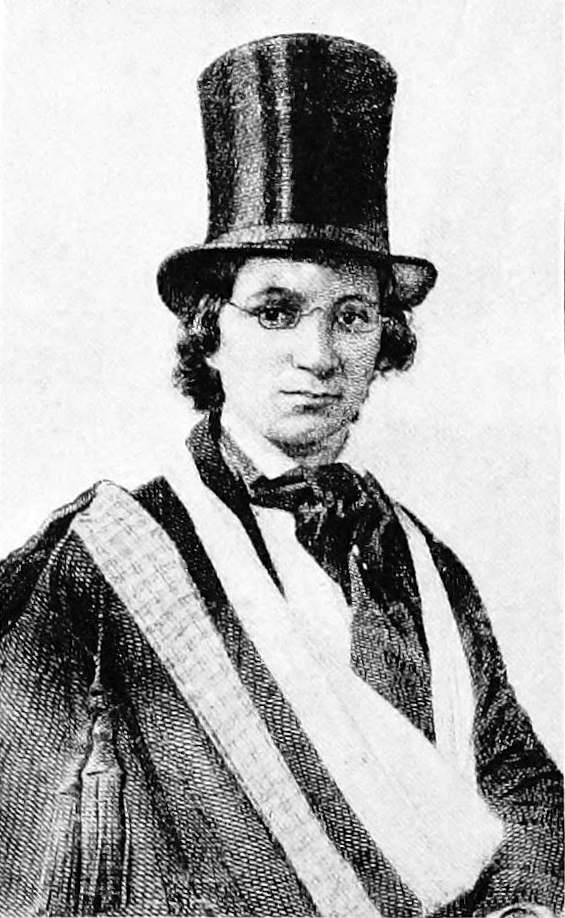
Ellen Craft déguisée en homme pour échapper à l'esclavage.

## Evasion
Ellen décide de profiter de son apparence pour passer pour blanche lors de la fuite du couple en train et en bateau vers le nord ; elle s'habille en homme car, à l'époque, il n'est pas d'usage qu'une femme blanche voyage seule, encore moins avec un esclave. Elle prétend également être malade pour limiter les conversations, son absence d'éducation risquant d'être remarquée. William, lui, se fait passer pour son serviteur personnel. A cette époque, les esclaves accompagnent souvent leurs propriétaires lors de leurs voyages, et les Craft pensent ainsi ne pas éveiller les soupçons. Ils sont arrêtés temporairement dans une gare par un officier qui exige la preuve que William appartient bien à Ellen mais sont rapidement relâchés grâce à l'insistance des passagers et du conducteur du train,. Leur évasion est connue comme la plus ingénieuse de l'histoire des esclaves fugitifs.
Au cours de leur évasion, ils voyagent dans des trains de première classe et séjournent dans les meilleurs hôtels. Ellen se coupe les cheveux et William utilise ses économies pour lui acheter des vêtements lui permettant de se faire passer pour un esclavagiste blanc. Ellen s'entraine également pour adopter des gestes et un comportement adaptés. Elle porte son bras droit en écharpe pour cacher le fait qu'elle ne sait pas écrire. Même si les Crafts manquent d'être démasqués à plusieurs reprises lors de leur voyage en train et en bateau, ils atteignent la ville de Philadelphie, dans l'État libre de Pennsylvanie, le 25 décembre 1848.
L'originalité de leur évasion réside dans le fait qu'ils ont réussi à s'enfuir à deux, en grande partie grâce au courage et à l'intelligence d'Ellen.
Peu après l'arrivée des Crafts dans le Nord, plusieurs abolitionnistes comme William Lloyd Garrison et William Wells Brown les encouragent à raconter leur évasion lors de conférences publiques. Ellen Craft pose même dans ses vêtements d'homme pour une photo (gravure incluse avec cet article) qui est largement diffusée par les abolitionnistes dans le cadre de leur campagne contre l'esclavage. Les Craft s'installent dans la communauté noire libre de Beacon Hill à Boston, où ils se marient officiellement à l'église.
Au cours des deux années qui suivent, les Crafts font de nombreuses apparitions publiques pour raconter leur évasion et dénoncer l'esclavage. Parce qu'il est mal vu à l'époque pour une femme de s'adresser à un public mixte, Ellen se tient généralement sur scène pendant que William raconte leur histoire. Cependant, face au vif intérêt du public pour la jeune femme si audacieuse, elle s'adresse à un auditoire de 800 à 900 personnes à Newburyport, dans le Massachusetts en 1849. En 1850, le Congrès adopte le Fugitive Slave Act, qui augmente les sanctions pour l'aide apportée aux esclaves en fuite et oblige la population et les autorités des États libres à coopérer à leur capture et leur restitution.
Un mois après l'entrée en vigueur de la nouvelle loi, deux chasseurs de primes sont envoyés à Boston pour capturer les Crafts. Les abolitionnistes de Boston protègent le couple en les déplaçant d'abri en abri jusqu'à ce qu'ils puissent quitter le pays. Les deux chasseurs de primes finissent par abandonner et retournent dans le sud.

## Vie au Royaume-Uni
En 1850, les Crafts décident de s'enfuir en Angleterre et voyagent de Portland, Maine à Halifax, en Nouvelle-Écosse, où ils montent à bord du Cambria, à destination de Liverpool. Ils sont aidés en Angleterre par un groupe d'éminents abolitionnistes, dont Wilson Armistead, avec qui ils résident à Leeds en 1851, et Harriet Martineau qui leur permet de suivre des cours intensifs dans une école à Ockham, dans le Surrey.

Ayant appris à lire et à écrire, en 1852, Ellen Craft publie ce texte, largement diffusé au Royaume-Uni et aux États-Unis en réponse à la presse pro-esclavagiste américaine qui avait suggéré que les Craft regrettaient leur fuite en Angleterre. Elle écrit:
J'écris donc ces quelques lignes simplement pour dire que cette affirmation est sans aucun fondement, car je n'ai jamais eu la moindre intention de retourner à la servitude ; et que Dieu me préserve de renier la liberté pour lui préférer l'esclavage. En réalité, depuis mon évasion, je suis devenue une personne bien meilleure que ce que j'aurais pu imaginer. Et même si la situation contraire s'était produite, mon sentiment à cet égard resterait le même, car je préfère mourir de faim en Angleterre en tant que femme libre, que d'être l'esclave du meilleur homme qui ait jamais foulé le continent américain. .
— Anti-Slavery Advocate, décembre 1852 

Les Craft passent 19 ans en Angleterre et élèvent cinq enfants. Ellen s'implique dans des associations abolitionnistes et féministes comme la London Emancipation Committee, la Women's Suffrage Organization et la British and Foreign Freedmen's Society. Ils gagnent un peu d'argent grâce à leurs conférences sur l'esclavage et leur évasion et William Craft monte une nouvelle entreprise, mais ils ont toujours des difficultés financières. Pendant la majeure partie de leur séjour en Angleterre, la famille Craft vit à Hammersmith. Ellen fait de leur maison un haut-lieu de l'activisme et reçoit d'autres abolitionnistes afro-américains (dont Sarah Parker Remond ).
Après la fin de la guerre de Sécession, Ellen localise sa mère Maria en Géorgie ; elle paye pour son passage en Angleterre, où sa mère la rejoint.

## Retour aux États-Unis
En 1868, après la guerre de Sécession et l'abolition de l'esclavage, les Crafts retournent aux États-Unis avec trois de leurs enfants. Ils collectent des fonds auprès de leurs soutiens et, en 1870, ils achetent  du terrain en Géorgie près de Savannah et fondent la Woodville Co-operative Farm School en 1873 pour l'éducation et l'emploi des esclaves affranchis . L'école ferme en 1878 quand William est accusé de détournement de fonds et perd son procès. Les Craft tentent de maintenir la ferme en activité mais la chute du prix du coton et les discriminations dont ils sont l'objet rendent leur situation difficile.
En 1890, les Crafts s'installent à Charleston, en Caroline du Sud, pour vivre avec leur fille. Ellen Craft meurt en 1891 et William le 29 janvier 1900.

## Running a Thousand Miles for Freedom
En 1860, leur livre "Running a Thousand Miles for Freedom" est publié avec seulement le nom de William comme auteur. Il est plus que probable qu'Ellen aie contribué à la rédaction de l'ouvrage et les réimpressions depuis les années 1990 répertorient les deux Crafts comme auteurs.
L'ouvrage attribue le succès de leur fuite au fait qu'Ellen soit parvenue à se faire passer pour un esclavagiste blanc et ainsi, à se transformer sur trois niveaux: celui de la race, du sexe et de la classe sociale. Cependant, seule la voix narrative de William raconte leur histoire, ce qui révèle à quel point il était difficile à l'époque pour une femme noire de s'exprimer dans l'espace public.

## Héritage
- En 1996, Ellen Craft est intégrée dans les Georgia Women of Achievement[3].
- Leur vie et leur histoire sont exposés au Tubman African American Museum à Macon, en Géorgie.
- Ils sont mentionnés dans le cadre de la Lewis and Harriet Hayden House sur le Boston Women's Heritage Trail[16].
- En septembre 2018, dans le village d'Ockham, où ils ont trouvé refuge en Angleterre, une pancarte commémorant leur évasion est dévoilée lors d'une cérémonie à laquelle ont assisté leur arrière-arrière-petit-fils Christopher Clark et d'autres descendants[17].
- Leur résidence à Hammersmith, à Londres est commémorée par une plaque bleue dévoilée en septembre 2021[14].